# Umami
Umami (旨み、旨味、うまみ? lett. "squisitezza" o "gusto buono") è un termine di origine giapponese, che dagli anni '90 viene usato nel lessico della fisiologia della nutrizione per definire la particolare sensazione gustativa indotta dal glutammato monosodico. È indicato come uno dei gusti fondamentali percepiti dalle cellule recettrici specializzate presenti nel cavo orale umano, affiancato ai tradizionali quattro sapori fondamentali, ovvero dolce, salato, amaro e aspro. È descritto come "gradevole al palato" ed è caratteristico dei brodi, arrosti, formaggi e di altri alimenti ricchi di proteine.

## Caratteristiche
L'umami viene percepito tramite recettori gustativi che tipicamente rispondono ai glutammati e ai nucleosidi, che abbondano nei brodi di carne, nei pomodori maturi e nei prodotti alimentari fermentati, come la salsa di soia, o stagionati, come i formaggi grana. Spesso i glutammati si aggiungono a preparazioni alimentari, come nel caso di glutammato monosodico, ingrediente principale del dado da brodo. I nucleosidi adoperati sono l'inosinmonofosfato (abbreviato con l'acronimo di IMP) o il guanosina monofosfato (GMP). 
Avendo i suoi specifici recettori, piuttosto che essere percepito da una combinazione di altri recettori gustativi riconosciuti, l'umami è ora scientificamente accettato come un gusto fondamentale distinto.
Cibi con un forte gusto di umami sono la carne e gli estratti di carne, i frutti di mare, i molluschi, il pesce fresco o conservato (sardine, acciughe), i pomodori, i funghi, il formaggio, la salsa di soia, alcuni tipi di alghe, specialmente la konbu, la proteina vegetale idrolizzata (Hydrolyzed vegetable protein, o HVP) e l'estratto di lievito.

## Definizione
In giapponese significa "saporito" e indica, per la precisione, il sapore di glutammato, presente in modo particolare in cibi ricchi di proteine. Come gli altri recettori del dolce e dell'amaro, l'umami viene riconosciuto principalmente da recettori associati a proteine G. In particolare è stato identificato un recettore metabotropico costituito da un dimero T1R1 e T1R3.

## Storia

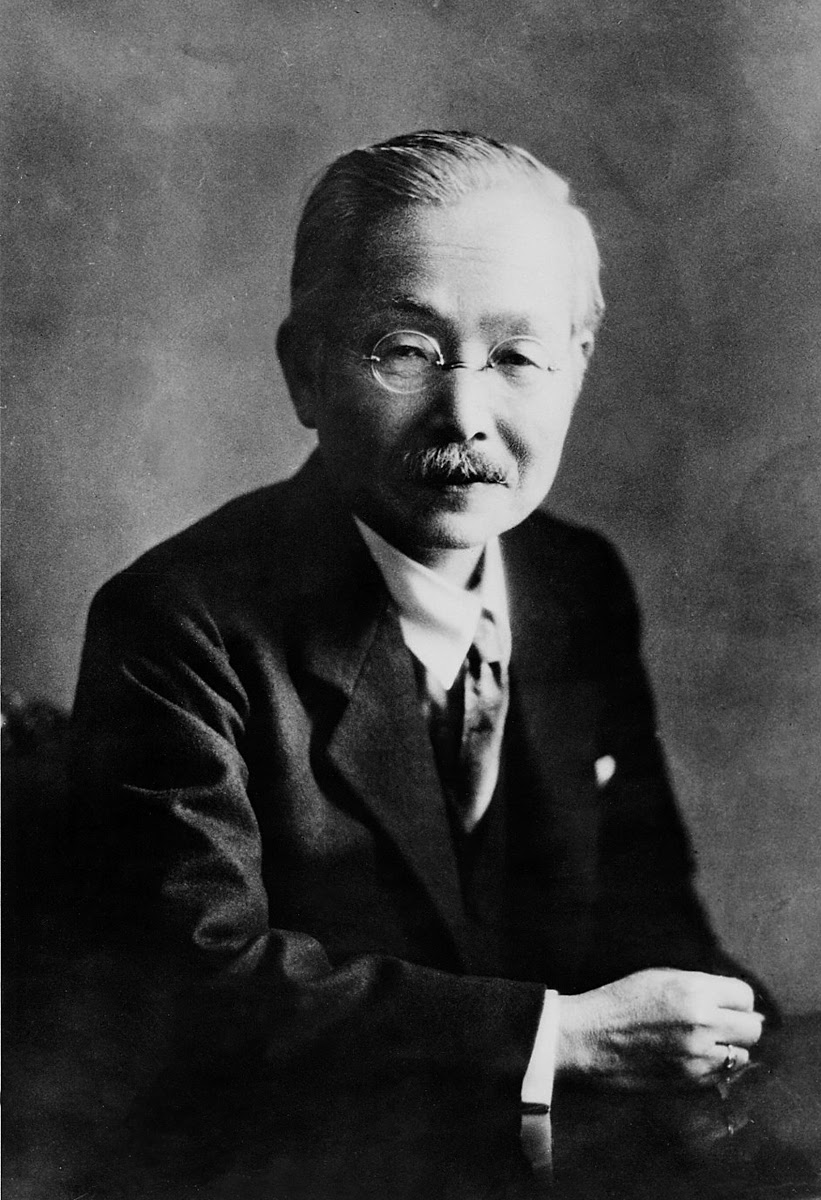
Kikunae Ikeda, lo scopritore dell'umami

L'umami è stato identificato come un gusto fondamentale nel 1908 da Kikunae Ikeda (池田 菊苗), professore di chimica all'Università imperiale di Tokyo, mentre effettuava ricerche sul sapore forte del brodo di alghe. Ikeda isolò il glutammato monosodico come responsabile del sapore.
L'umami si può avvertire, in valori più o meno concentrati, anche in alcuni alimenti crudi: il formaggio Parmigiano Reggiano, specie se stagionato a lungo, il pomodoro maturo, i funghi porcini essiccati, la colatura d'alici e l'aglio nero.
La scoperta dei recettori del gusto umami è stata fatta dall'Università di Miami. La molecola recettore è una forma modificata della mGluR4, mancante di una porzione finale.